# Kitty Carlisle
Catherine Conn (Nova Orleans, 3 de setembro de 1910 — Manhattan, 17 de abril de 2007), mais conhecida como Kitty Carslile, foi uma atriz e cantora norte-americana.